# Transformada de Hankel
En matemàtiques, la transformada de Hankel expressa qualsevol funció donada f (r) com la suma ponderada d'un nombre infinit de funcions de Bessel del primer tipus Jν(kr). Les funcions de Bessel a la suma són totes del mateix ordre ν, però difereixen en un factor d'escala k al llarg de l'eix r. El coeficient Fν necessari de cada funció de Bessel en la suma, en funció del factor d'escala k constitueix la funció transformada. La transformada de Hankel és una transformada integral i va ser desenvolupada per primera vegada pel matemàtic Hermann Hankel. També es coneix com a transformada de Fourier-Bessel. De la mateixa manera que la transformada de Fourier per a un interval infinit està relacionada amb la sèrie de Fourier en un interval finit, la transformada de Hankel en un interval infinit està relacionada amb la sèrie de Fourier-Bessel en un interval finit.

## Definició
La transformada de Hankel de l'ordre {\displaystyle \nu } d'una funció f (r) ve donada per
{\displaystyle F_{\nu }(k)=\int _{0}^{\infty }f(r)J_{\nu }(kr)\,r\,\mathrm {d} r,}
on {\displaystyle J_{\nu }} és la funció de Bessel del primer tipus d'ordre {\displaystyle \nu } amb {\displaystyle \nu \geq -1/2}. La transformada de Hankel inversa de Fν(k) es defineix com
{\displaystyle f(r)=\int _{0}^{\infty }F_{\nu }(k)J_{\nu }(kr)\,k\,\mathrm {d} k,}
que es pot verificar fàcilment mitjançant la relació d'ortogonalitat que es descriu a continuació.

## Transformació de l'equació de Laplace
La transformada de Hankel es pot utilitzar per transformar i resoldre l'equació de Laplace expressada en coordenades cilíndriques. Sota la transformada de Hankel, l'operador de Bessel es converteix en una multiplicació per −k2. En el cas axisimètric, l'equació diferencial parcial es transforma com
{\displaystyle {\mathcal {H}}_{0}\left\{{\frac {\partial ^{2}u}{\partial r^{2}}}+{\frac {1}{r}}{\frac {\partial u}{\partial r}}+{\frac {\partial ^{2}u}{\partial z^{2}}}\right\}=-k^{2}U+{\frac {\partial ^{2}}{\partial z^{2}}}U,}

## Relació amb la transformada de Fourier multidimensional
La transformada de Hankel apareix quan s'escriu la transformada de Fourier multidimensional en coordenades hiperesfèriques, motiu pel qual la transformada de Hankel apareix sovint en problemes físics amb simetria cilíndrica o esfèrica.
Considereu una funció f(r) del vector d-dimensional r. La seva transformada de Fourier d-dimensional es defineix com{\displaystyle F(\mathbf {k} )=\int _{\mathbb {R} ^{d}}f(\mathbf {r} )e^{-i\mathbf {k} \cdot \mathbf {r} }\,\mathrm {d} \mathbf {r} .}